# Kiss Antal (honvédfőhadnagy)
Kiss Antal (Szentiván, 1814. — ? 1867 után) nemesi származású magyar honvédőrnagy, majd alszázados a magyar szabadságharcban.

## Élete
Római katolikus családban született, elvégezte gimnáziumi tanulmányait. 1832-től önkéntes, majd 1840-től őrmester az 1. számú Császári huszárezredben. 1848 nyarán részt vett a délvidéki harcokban. 1848. október 30-án átlépett a honvédseregbe. A 6. számú Würtemberg huszárezredben teljesített szolgálatot a Délvidéken hadnagyi rangban. 1849. március elsején nevezték ki főhadnagynak, végül alszázados lett ezredénél.
A magyar szabadságharc bukása után közlegényként sorozták be a császári seregbe, ahol 1851 után hadnagyi, majd főhadnagyi rangban teljesített szolgálatot. 1860-ban századosi címmel nyugalmazták. Az 1867-es kiegyezéskor tagja lett a honvédegyletnek.

## Családi állapota
Nőtlen.